# Villa Reitzenstein

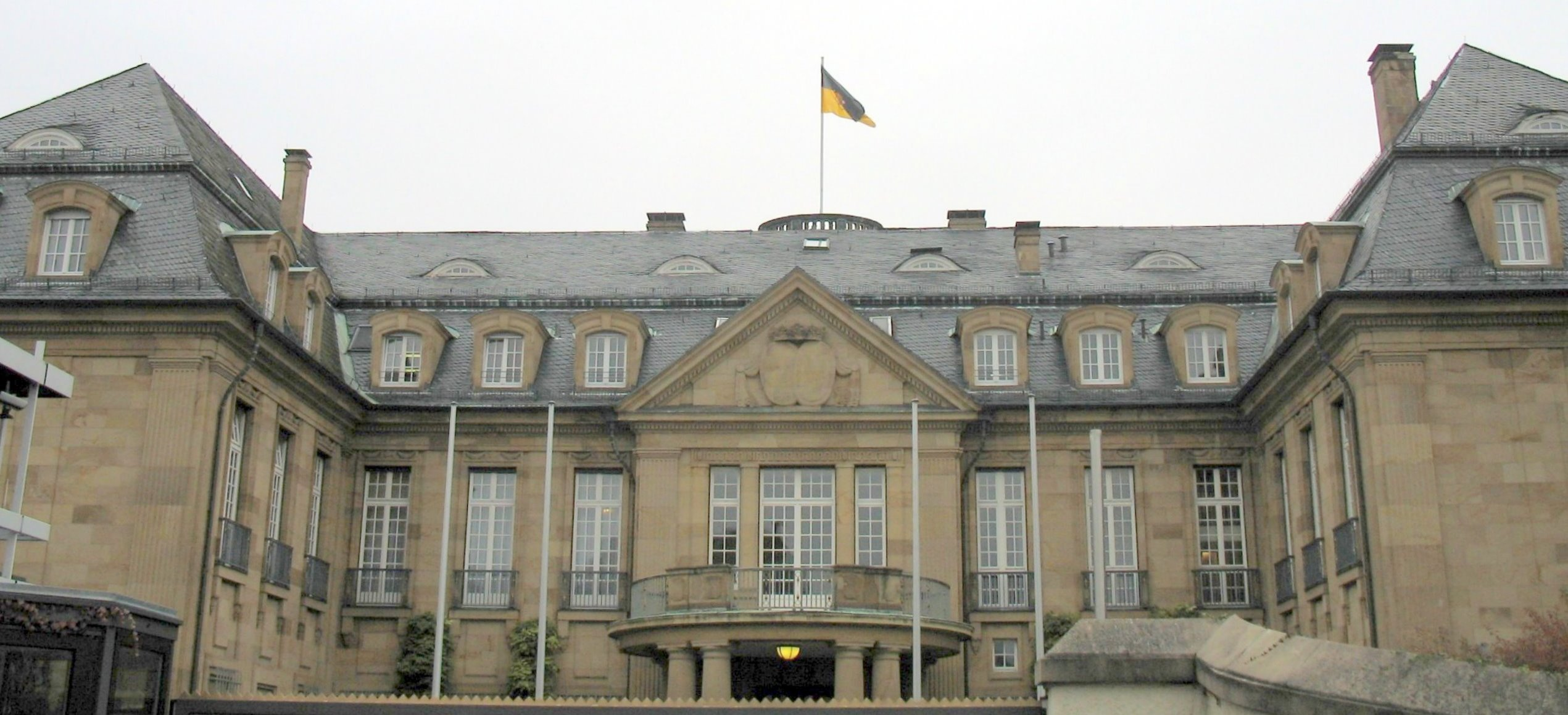
Die Ostseite der Villa

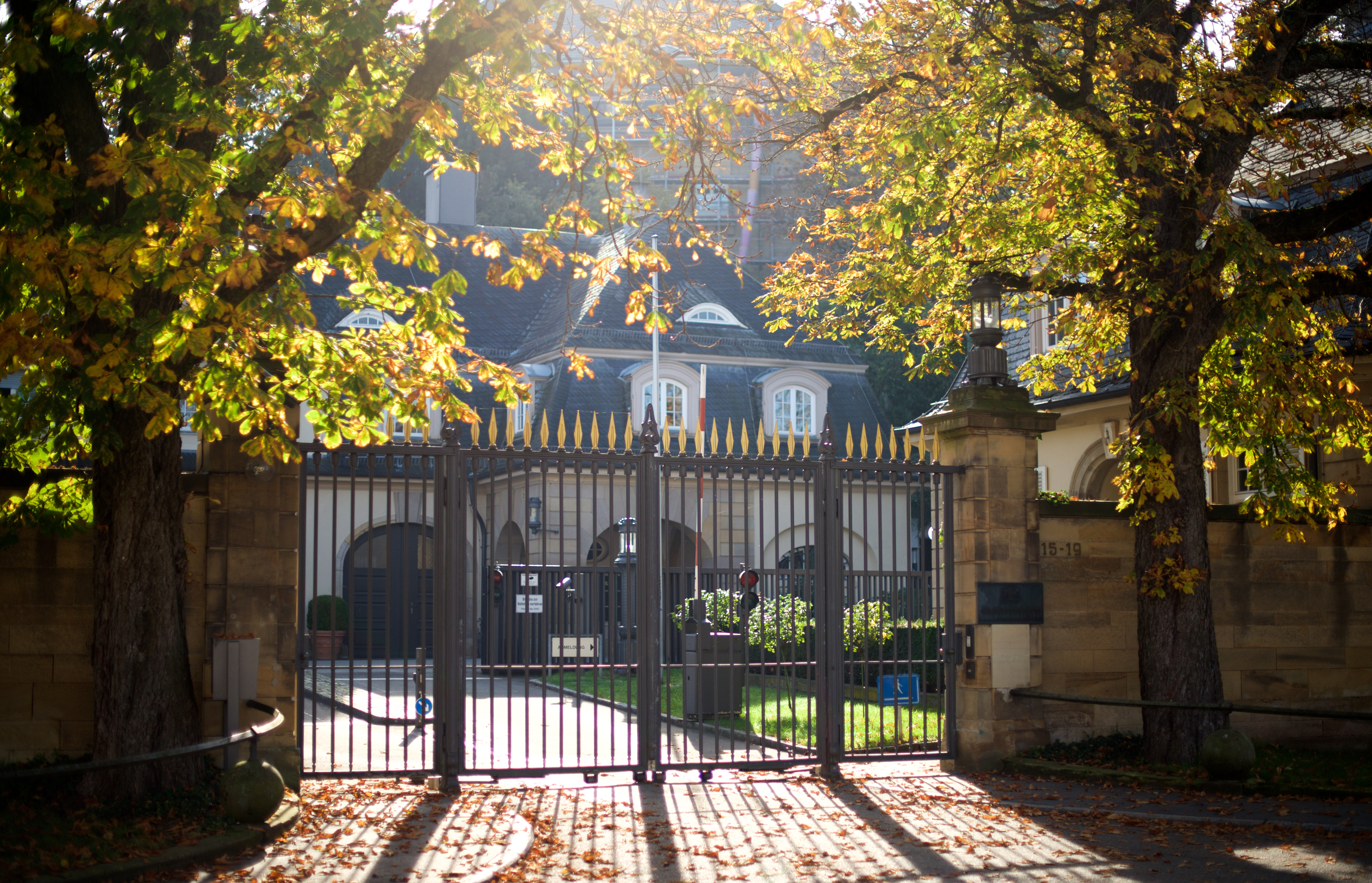
Der Haupteingang zum Parkgelände

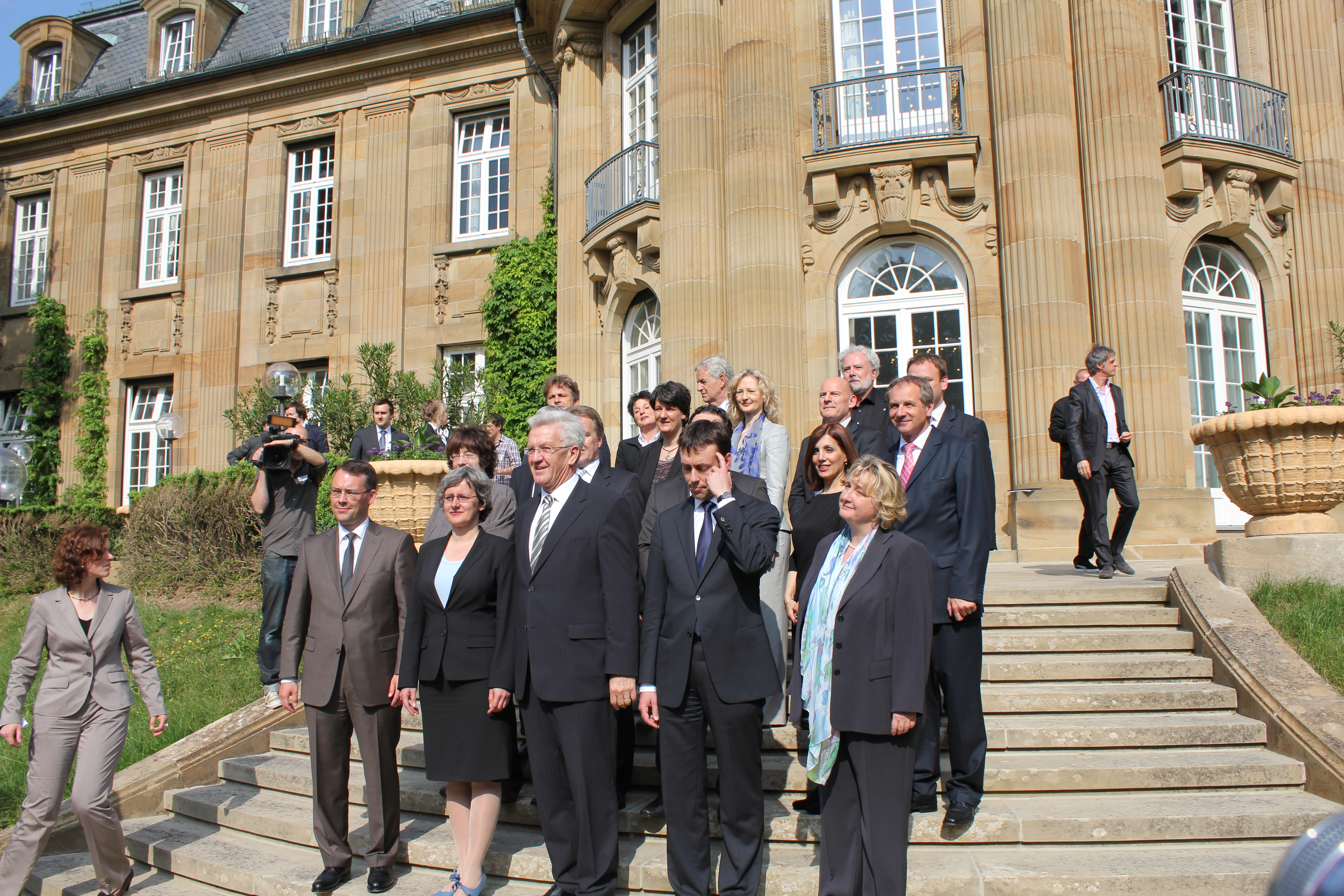
Das Kabinett Kretschmann I am 12. Mai 2011 nach der Vereidigung im Landtag auf der Freitreppe zum Park der Villa

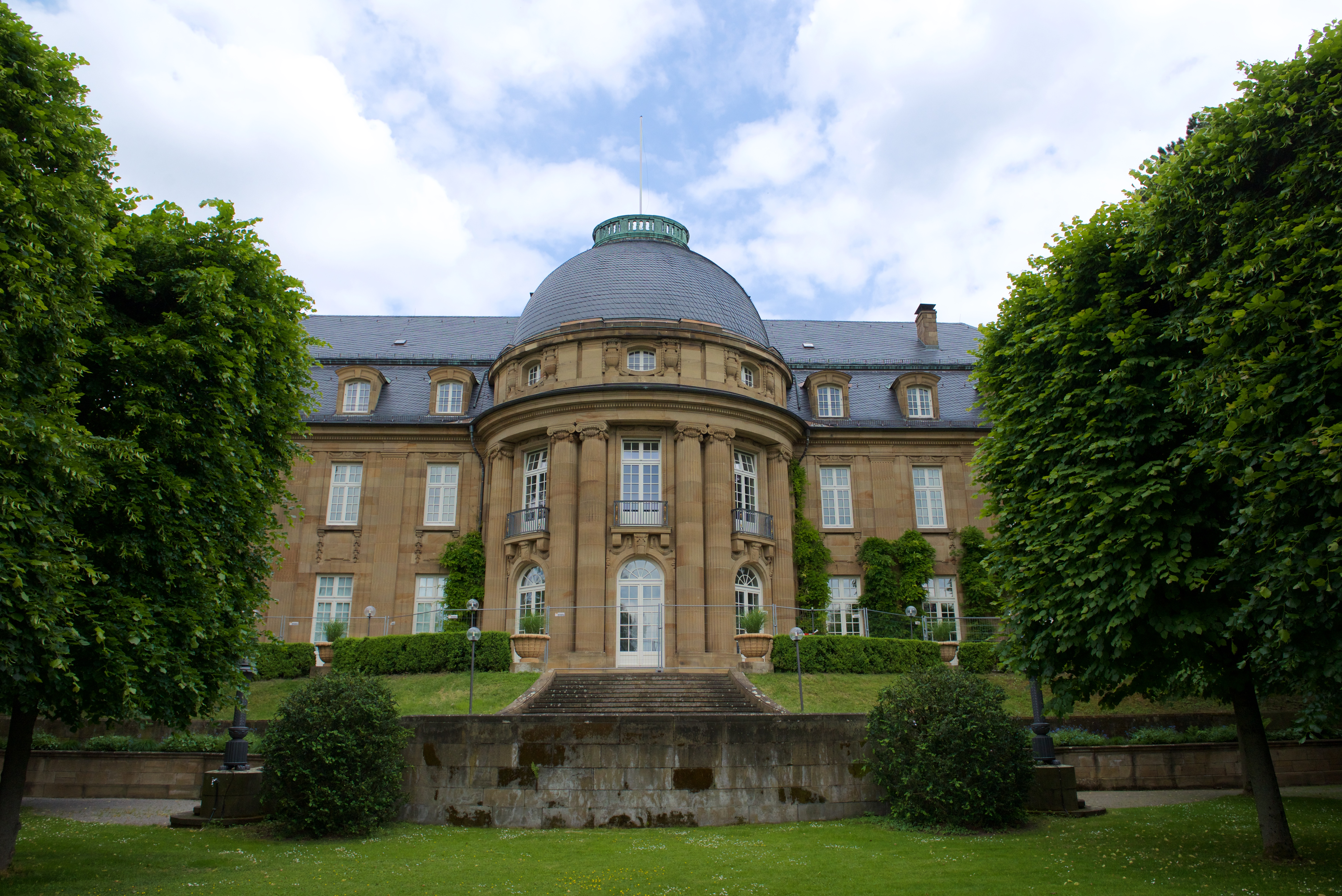
Die Westseite der Villa, zwischen den hohen Bäumen des Parks

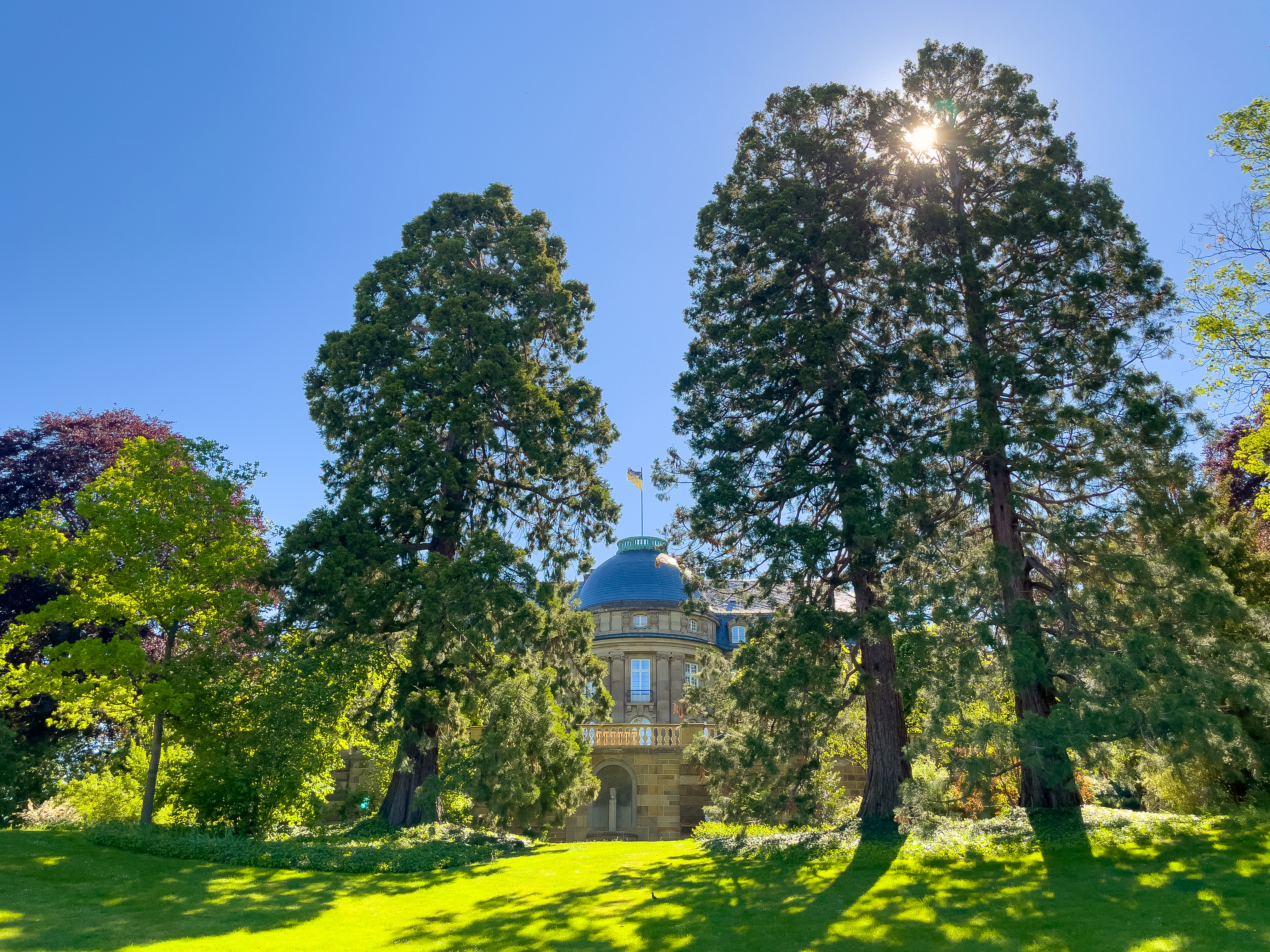
Mammutbäume aus der Wilhelma-Saat im Park der Villa Reitzenstein in Stuttgart

Die Villa Reitzenstein in Stuttgart ist der Amtssitz des Staatsministeriums Baden-Württemberg und des amtierenden Ministerpräsidenten. Sie befindet sich im Stadtbezirk Stuttgart-Ost und liegt auf halber Höhe auf einem Hügel am Hang des Bopser südöstlich über dem Stuttgarter Talkessel.

## Geschichte
Die Villa Reitzenstein wurde zwischen 1910 und 1913 für Baronin Helene von Reitzenstein erbaut. Sie war die zweite Tochter des Stuttgarter Verlegers Eduard Hallberger.
Die Architekten der Villa waren Hugo Schlösser und Johann Weirether. Die Bauherrin sandte beide im Vorfeld der Arbeiten auf eine Reise nach Frankreich (Paris und Loire-Schlösser) und Italien, um dort Anregungen für die Außen- und Innenarchitektur der Villa zu sammeln. Der Bau wurde in Anlehnung an den französischen Barockstil als zweigeschossige Dreiflügelanlage aus Maulbronner Sandstein errichtet und mit einem Mansarddach versehen. Er wurde bereits mit einer Warmwasser-Zentralheizung ausgestattet, was damals noch nicht verbreitet war. Aufgrund der beruflichen Herkunft der Besitzerfamilie wurde auf die innenarchitektonische Ausgestaltung der Bibliothek der Villa besonderer Wert gelegt. Die gesamten Baukosten der Villa samt Park betrugen 2,8 Millionen Goldmark. Dies entspricht umgerechnet etwa 14 Millionen Euro.
Der zweieinhalb Hektar große Garten der Villa wurde 1912 nach den Entwürfen des Gartenarchitekten Carl Eitel teils im französisch-regelmäßigen Stil, teils im englischen Stil durch den Gärtner Georg Stirnweis, einen Mitarbeiter der Landschaftsgärtnerei Carl Eitel, angelegt und in den folgenden vier Jahrzehnten gepflegt. Der Garten bestand aus Solitärbäumen, einem Rosarium, mehreren Teichen und einem Amor gewidmeten Tempietto. Zu der umfriedeten Gesamtanlage gehören diverse Nebengebäude. Nach dem Zweiten Weltkrieg wurden ein Wohngebäude des amerikanischen Militärs und ein Verwaltungsgebäude im Park errichtet, so dass heute von dem Park nur noch knapp ein Hektar erhalten geblieben ist. Ebenfalls erhalten sind drei Riesenmammutbäume der sogenannten Wilhelma-Saat, die unterhalb des Lindenplatzes auf der Stadt zugewandten Seite stehen.
Helene von Reitzenstein bewohnte ihre Villa lediglich neun Jahre lang. Im Ersten Weltkrieg verließ sie Stuttgart und der Bau wurde zeitweise als Reservelazarett für Offiziere verwendet. Nachdem die Baronin ihren Wohnsitz nach Darching in Bayern verlegt hatte, ließ Johannes von Hieber, Staatspräsident des freien Volksstaates Württemberg, die Villa während der Inflationszeit 1922 vom Land für günstige 5,5 Millionen Papiermark (ca. 400.000 Goldmark) erwerben. Die Regierung hatte beabsichtigt, das Reichsverwaltungsgericht nach Stuttgart zu holen und dort unterzubringen. Dieser Plan wurde jedoch nicht verwirklicht; das Gericht sollte zunächst in Karlsruhe eingerichtet werden, entstand dann aber erst im Jahr 1941 in Berlin. Die Villa wurde umgebaut und diente ab 1925 als Sitz des württembergischen Staatspräsidenten. Als Erster wohnte Staatspräsident Wilhelm Bazille dort. Er ist der bisher einzige Regierungschef, der dort nicht nur den Dienst-, sondern auch seinen privaten Wohnsitz hatte. Ihm folgte 1928 Eugen Bolz, der im März 1933 mit Beginn der Zeit des Nationalsozialismus in Württemberg abgesetzt und 1945 hingerichtet wurde. Die Villa Reitzenstein war zwölf Jahre Sitz der Stuttgarter NSDAP-Parteileitung unter dem Reichsstatthalter und Gauleiter Wilhelm Murr, der seit 1939 auch Reichsverteidigungskommissar war. Aus dieser Zeit stammt auch ein – heute zugemauerter – Stollen unter dem eigentlichen Keller der Villa, der für Murr erbaut wurde. Bei seiner Errichtung wurden auch Häftlinge und Fremdarbeiter eingesetzt. Die von Murr gemäß dem Nerobefehl vorbereitete Zerstörung der Villa verhinderte nach Murrs Flucht aus Stuttgart am 20. April 1945 ein Ministerialrat namens Karl Benz.
Am 22. April übergab der Oberbürgermeister die Stadt französischen Truppen. Diese nahmen kurzzeitig Besitz von der Villa, nach Kriegsende hatte der US-amerikanische Militärgouverneur, General Lucius D. Clay dort seinen Sitz. Auch der von Clay einberufene Länderrat (bestehend aus den Ministerpräsidenten der US-amerikanisch besetzten Bundesländer) tagte im Gobelinsaal. Ab 1948 war die Villa Amtssitz des Ministerpräsidenten von Württemberg-Baden, Reinhold Maier, seit 1952 ist sie Dienstsitz der Ministerpräsidenten von Baden-Württemberg.
Am 19. Juni 1983 wurde im sogenannten Eckzimmer des Hauses der Stuttgarter Vertrag, eine feierliche Erklärung im Rahmen der Einheitlichen Europäischen Akte, vom damaligen deutschen Außenminister Hans-Dietrich Genscher und seinem italienischen Amtskollegen Emilio Colombo ausgearbeitet. In diesem Vertrag verpflichten sich die Staaten der Europäischen Gemeinschaft, ⁣⁣die Fortschritte auf dem Gebiet der interinstitutionellen Beziehungen, Zuständigkeiten der Gemeinschaft und politischen Zusammenarbeit zu überprüfen und sie gegebenenfalls in einen neuen Vertrag zur Europäischen Gemeinschaft aufzunehmen.
Im Sommer 2013 wurden an den zehn auf dem Grundstück der Villa Reitzenstein gelegenen Bauten des Staatsministeriums umfangreiche Arbeiten begonnen, für die Kosten von 27,8 Millionen Euro veranschlagt waren. Dazu gehörten die Sanierung und technische Modernisierung der Villa, verbunden mit dem Abriss ihres in den 1970er Jahren errichteten Erweiterungsbaus, den ein Neubau ersetzt. Die Rückkehr des Ministerpräsidenten in die Villa fand im Herbst 2015 statt.

## Namensgebung
Benannt ist die Villa nach dem verstorbenen Ehemann der Bauherrin, Carl Friedrich Sigmund Felix Freiherr von Reitzenstein, aus dem fränkischen Adelsgeschlecht der Reitzenstein. Er war Kammerherr der württembergischen Königin Charlotte und Sohn des Generals Karl Bernhard Freiherr von Reitzenstein, der die württembergischen Truppen im Deutsch-Französischen Krieg 1870/71 geführt hatte. Baron von Reitzenstein war dem Glücksspiel zugetan und verstarb 1897 am Roulettetisch in Baden-Baden. Aus dem 1848 durch Eduard von Hallberger, dem Vater der Bauherrin, gegründeten Verlag und der bereits 1831 von dessen Vater Louis Hallberger gegründeten Hallberger'schen Verlagshandlung entstand durch Fusion 1881 die Deutsche Verlags-Anstalt (DVA), an der 1920 der Industrielle Robert Bosch die Mehrheit erwarb.